# Василенки (Полтавская область)
Василенки (укр. Василенки) — село, Бондаревский сельский совет, Кременчугский район, Полтавская область, Украина.
Код КОАТУУ — 5322480702. Население по переписи 2001 года составляло 88 человек.

## Географическое положение
Село Василенки находится на правом берегу реки Рудька, выше по течению примыкает село Ревовка, ниже по течению на расстоянии в 2 км расположено село Остапцы.

## История
- Есть на карте 1869 года.[2]

- В 1911 году на хуторе Василенки жило 85 человек.[3]